# Podalyrieae
Podalyrieae Benth. è una tribù di piante appartenente alla famiglia delle Fabacee.

## Distribuzione e habitat
La tribù delle Podalyrieae fece la sua comparsa durante l'Olocene, 30.5 ± 2.6 milioni di anni fa nel fynbos sudafricano, il quale costituisce ancora oggi pressappoco il suo areale. 

## Ecologia
Tutti i membri della tribù esibiscono strategie di resistenza agli incendi. 
Molte specie vengono impollinate dagli insetti, in particolare dagli appartenenti al genere Xylocopa, altre da roditori o da uccelli della famiglia Nectariniidae.

## Tassonomia
Le Podalyrieae fanno parte del ‘clade genistoide’, un raggruppamento monofiletico che include anche Crotalarieae, Genisteae, Thermopsideae, Brongniartieae, Euchresteae e Sophoreae s.s..
La tribù comprende i seguenti generi:
- Amphithalea Eckl. & Zeyh.
- Cadia Forssk.
- Calpurnia E.Mey.
- Cyclopia Vent.
- Liparia L.
- Podalyria Willd.
- Stirtonanthus B.-E.van Wyk & A.L.Schutte
- Virgilia Poir.
- Xipotheca Eckl. & Zeyh.